# SOX2
SRY盒-2（SRY：性別決定區，Sex Determining Region Y），又稱「Sox2」（人的Sox2應寫爲SOX2），是一種對未分化的胚胎幹細胞（ESC）、神經幹細胞等再生能力以及多能性維持至關重要轉錄因子。對Sox2的研究對幹細胞生物學、再生醫學的發展有重要意義。
Sox2隸屬於SOX轉錄因子家族。Sox轉錄因子家族在哺乳動物的發育過程中扮演重要角色。該家族的蛋白質都有一個保守的DNA結合結構域，長約80個氨基酸殘基，稱爲高迁移率组（High-mobility group，HMG）盒結構域。

## 功能

### 幹性維持
白血病抑制因子（LIF）能通過激活Sox2調控的下游，諸如JAK-STAT信號通路，繼而激活Klf4（Kruppel樣因子家族下的一種蛋白質）的表達，以維持胚胎幹細胞的幹性。Oct4、Sox2以及Nanog能增強所有LIF調控的通路相關的蛋白質的表達。
Npm1是一種與細胞增殖相關的轉錄調節蛋白，在胚胎幹細胞中能與Sox2、Oct4、Nanog形成蛋白複合物。Sox2、Oct4、Nanog三個轉錄因子共同組成了一個與多能性維持相關的轉錄調控網絡。Sox2能與Oct4一同與DNA非回文序列結合，以激活與多能性維持的關鍵因子轉錄。令人驚訝的是，對Oct4-Sox2增強子的調控即使沒有Sox2也可以發生，可能是因爲其他Sox家族的蛋白質的表達。不過，已有研究人員確認Sox2在胚胎幹細胞幹性維持中的主要作用是控制Oct4的表達。另外，Oct4、Sox2一旦表達，就會自我維持持續表達的狀態。
向體細胞中轉入Sox2加上Oct4、c-Myc、Klf4四個因子的基因就可以誘導iPSC的產生。
一些Sox2、Oct4的結合位點的高甲基化以及miR134對Sox2的轉錄後抑制調控男性生殖細胞多能性丟失。
Sox2不同的表達水平決定了胚胎幹細胞的分化命運。Sox2能抑制胚胎幹細胞分化爲中胚層、內胚層的細胞，並能促進其分化爲外胚層的神經細胞。在細胞分化爲外胚層系細胞的過程中，Npm1/Sox2複合物能持續表達，說明Sox2在外胚層分化過程中發揮的重要作用。
通過對基因敲除鼠的研究，已證明Sox2表達的缺失會使神經畸形，對胚胎是致死的。進一步說明Sox2對胚胎發育的重要性。

#### 神經幹細胞
神經發生過程中，Sox2在神經管細胞以及中樞神經系統祖細胞增殖過程中會表達。然而，在祖細胞退出細胞週期，進入G0期的過程中，Sox2的表達會下調。細胞表達Sox2能促進細胞增殖，也能促進細胞分化爲神經細胞，而細胞增殖和分化的能力正是幹細胞的兩個最顯著的特徵。表達Sox2的（Sox2+）神經幹細胞能進行細胞分裂，產生與其相同的Sox2+神經幹細胞，同時還能產生神經細胞前體細胞。
使用成體神經幹細胞（其Sox2以及c-Myc的表達水平高於胚胎幹細胞），只需要轉入兩種因子（其中一個必須是Oct4）就足以產生誘導多能性幹細胞，減少了轉入多個因子時可能產生的風險以及副作用。

### 眼畸形
人SOX2基因突變與双眼眼球炎，一種嚴重的結構性眼畸形有關。

### 癌症
在肺發育過程中，Sox2控制支氣管分支的形態發生以及空氣通道上皮的分化。在通常情況下，Sox2對氣管上皮的基底細胞的自我更新以及比例維持至關重要。然而，Sox2的過表達會造成上皮增生，並最終在發育中以及成體小鼠體內誘發肺部癌變。
鳞状细胞癌中，常常可以檢出3q26.3區基因的擴增。Sox2基因即位於該區域，說明Sox2是一種原癌基因。Sox2能誘發鱗狀細胞癌，激活許多與腫瘤發生相關的基因表達。Sox2的過表達與Lkb1的不表達能促進小鼠肺部鱗狀上皮細胞的癌變。Sox2的過表達也可以激活細胞的遷移以及錨定非依賴性生長。
Sox2表達與高格里森分级的前列腺癌有關，能促進去势抵抗性前列腺癌的生長。
SOX2的異位表達與結直腸癌中的細胞異常分化有關。另外，Sox2與乳腺癌對他莫昔芬的抗性有關。

## 甲狀腺激素的調控
Sox2啓動子的上游（即增強子區域）有三個甲狀腺激素應答元件（TRE），甲狀腺激素（T3）能通過這些區域下調Sox2的表達。在神經幹細胞的增殖遷移過程中，TRα1（一種甲狀腺激素的受體）的表達會上調。此現象提示甲狀腺激素能通過甲狀腺激素信號通路對Sox2進行轉錄抑制，促進神經幹細胞從腦室下區遷出並分化。人胚胎發育過程中甲狀腺激素的缺失，尤其是胚胎發育的頭三個月中的缺失，會造成中樞神經系統發育的異常。因此，可以得出結論，在胚胎發育中，甲狀腺激素水平低會造成神經性缺陷，諸如以發育不良爲特徵的呆小症。

## 相互作用
Sox2能與Pax6、NPM1、Oct4之間發生相互作用。已證明Sox2能與Oct3/4協同調控Rex1的表達。

## 拓展閱讀
- Kamachi Y, Uchikawa M, Kondoh H. . Trends in Genetics. April 2000, 16 (4): 182–7. PMID 10729834. doi:10.1016/S0168-9525(99)01955-1.
- Schepers GE, Teasdale RD, Koopman P. . Developmental Cell. August 2002, 3 (2): 167–70. PMID 12194848. doi:10.1016/S1534-5807(02)00223-X.
- Hever AM, Williamson KA, van Heyningen V. . Clinical Genetics. June 2006, 69 (6): 459–70. PMID 16712695. doi:10.1111/j.1399-0004.2006.00619.x.
- Yuan H, Corbi N, Basilico C, Dailey L. . Genes & Development. November 1995, 9 (21): 2635–45. PMID 7590241. doi:10.1101/gad.9.21.2635.
- Stevanovic M, Zuffardi O, Collignon J, Lovell-Badge R, Goodfellow P. . Mammalian Genome. October 1994, 5 (10): 640–2. PMID 7849401. doi:10.1007/BF00411460.
- Bonaldo MF, Lennon G, Soares MB. . Genome Research. September 1996, 6 (9): 791–806. PMID 8889548. doi:10.1101/gr.6.9.791.
- Helland R, Berglund GI, Otlewski J, Apostoluk W, Andersen OA, Willassen NP, Smalås AO. . Acta Crystallographica Section D. January 1999, 55 (Pt 1): 139–48. PMID 10089404. doi:10.1107/S090744499801052X.
- Güre AO, Stockert E, Scanlan MJ, Keresztes RS, Jäger D, Altorki NK, Old LJ, Chen YT. . Proceedings of the National Academy of Sciences of the United States of America. April 2000, 97 (8): 4198–203. PMC 18195 . PMID 10760287. doi:10.1073/pnas.97.8.4198.
- Ambrosetti DC, Schöler HR, Dailey L, Basilico C. . The Journal of Biological Chemistry. July 2000, 275 (30): 23387–97. PMID 10801796. doi:10.1074/jbc.M000932200.
- Kamachi Y, Uchikawa M, Tanouchi A, Sekido R, Kondoh H. . Genes & Development. May 2001, 15 (10): 1272–86. PMC 313803 . PMID 11358870. doi:10.1101/gad.887101.
- Fantes J, Ragge NK, Lynch SA, McGill NI, Collin JR, Howard-Peebles PN, Hayward C, Vivian AJ, Williamson K, van Heyningen V, FitzPatrick DR. . Nature Genetics. April 2003, 33 (4): 461–3. PMID 12612584. doi:10.1038/ng1120.
- Wiebe MS, Nowling TK, Rizzino A. . Journal of Biological Chemistry. May 2003, 278 (20): 17901–11. PMID 12637543. doi:10.1074/jbc.M212211200.
- Aota S, Nakajima N, Sakamoto R, Watanabe S, Ibaraki N, Okazaki K. . Developmental Biology. May 2003, 257 (1): 1–13. PMID 12710953. doi:10.1016/S0012-1606(03)00058-7.
- Schepers G, Wilson M, Wilhelm D, Koopman P. . Journal of Biological Chemistry. July 2003, 278 (30): 28101–8. PMID 12732652. doi:10.1074/jbc.M304067200.
- Reményi A, Lins K, Nissen LJ, Reinbold R, Schöler HR, Wilmanns M. . Genes & Development. August 2003, 17 (16): 2048–59. PMC 196258 . PMID 12923055. doi:10.1101/gad.269303.
- Williams DC, Cai M, Clore GM. . Journal of Biological Chemistry. January 2004, 279 (2): 1449–57. PMID 14559893. doi:10.1074/jbc.M309790200.
- Tsukamoto T, Inada K, Tanaka H, Mizoshita T, Mihara M, Ushijima T, Yamamura Y, Nakamura S, Tatematsu M. . Journal of Cancer Research and Clinical Oncology. March 2004, 130 (3): 135–45. PMID 14655050. doi:10.1007/s00432-003-0519-6.

## 外部連結
- Young Lab- Core Transcriptional Regulatory Circuitry in Human Embryonic Stem Cells
- GeneReviews/NCBI/NIH/UW entry on SOX2-related eye disorders（页面存档备份，存于）
- Generating iPS Cells from MEFS through Forced Expression of Sox-2, Oct-4, c-Myc, and Klf4 (Journal of Visualized Experiments)（页面存档备份，存于）
- GeneReviews/NCBI/NIH/UW entry on Anophthalmia / Microphthalmia Overview（页面存档备份，存于）